# Борок, Михаил Рувимович
Михаил Рувимович Борок (1881—1951) — русский и советский врач-фтизиатр, доктор медицинских наук (1939), профессор.

## Биография
Родился в 1881 году в городе Креславка Динабургского уезда Витебской губернии.
Образование получил на медицинском факультете Казанского университета и в Германии.
Был членом Бунда. В годы Первой мировой войны служил военным врачом в русской армии, затем — в Красной Армии. После демобилизации работал в Москве врачом.
Затем Борок был назначен директором созданного в 1923 году НИИ туберкулеза в Ленинграде.
После смерти профессора А. Я. Штернберга возглавил кафедру фтизиатрии ГОУ ДПО СПб МАПО и руководил ею в течение 22 лет (1928—1950).
В 1941—1945 годах работал в ленинградских госпиталях.
Умер в 1951 году. Похоронен на Преображенском еврейском кладбище в Ленинграде.
Рядом с ним похоронен Борок Виталий Михайлович (1926—2007).